# تپه دوشان قلعه
تپه دوشان قلعه مربوط به هزاره اول قبل از میلاد است و در شهرستان پیرانشهر، بخش لاجان، دهستان لاهیجان شرقی، روستای پسوه واقع شده و این اثر در تاریخ ۲۵ آبان ۱۳۸۷ با شمارهٔ ثبت ۲۳۵۷۱ به‌عنوان یکی از آثار ملی ایران به ثبت رسیده است.